# Marcillac-la-Croze
Marcillac-la-Croze è un comune francese di 189 abitanti situato nel dipartimento della Corrèze nella regione della Nuova Aquitania.

## Società

### Evoluzione demografica
Abitanti censiti